# 페르시안 친칠라
페르시안 친칠라는 털 색이 친칠라(설치류) 같아서 붙여진 이름이고, 페르시안 고양이의 털 색이 90%~80%는 흰색, 10%~20%은 흰색을 제외한 그 외의 색일 때, 그 페르시안 고양이를 페르시안 친칠라라고 부른다.
페르시안 친칠라는 크기(몸무게가)  3KG~4KG 정도이다. 눈색은 노랑, 에메랄드 등이 대표적이다